# Theodoor Cornelis Reinier Huydecoper
Dr. Theodoor Cornelis Reinier Huydecoper (Hoorn, 13 februari 1805 — 's-Gravenhage, 10 januari 1866) was een Nederlands predikant en drankbestrijder. 

## Biografie
Huydecoper was lid van het patriciaatsgeslacht Huydecoper en een zoon van burgemeester Jan Willem Huydecoper (1769-1829) en Cornelia Merens (1772-1854), de laatste een lid van het Hoornse regentengeslacht Merens. Hij trouwde in 1830 met jkvr. Philippine Rijnhardina Henriëtta van Lynden (1805-1865), lid van het geslacht Van Lynden en dochter van de Nijmeegse burgemeester.
Huydecoper studeerde theologie aan de Universiteit Utrecht en promoveerde daar in 1829 op De solenni Jesu Christi in urbem Hierosolymorum introitu (over Jezus' plechtige intocht in Jeruzalem). Hij werd vervolgens hervormd predikant te Woudenberg (1830-1834), Zutphen (1834-1837) en tot slot in 's-Gravenhage (1837-1865) in welke laatste plaats hij om gezondheidsredenen met emeritaat ging en er een jaar later overleed. Huydecoper gold in zijn tijd als een groot kanselredenaar.
Huydecoper werd vooral bekend om zijn sociale arbeid, onder andere op het gebied van volkswoningbouw. Daarnaast was hij mede-oprichter en penningmeester van de Nederlandse Vereniging tot Afschaffing van Alcoholhoudende Dranken. Over drankmisbruik schreef hij verschillende werken waarvan Een woord van ernst en liefde aan mijne landgenooten bij de oprigting eener Nederlandsche Vereeniging tot afschaffing van sterken drank het bekendste werd, herdrukt en in het Engels en Frans vertaald werd.
De predikant maande tijdens de Aprilbeweging van 1853 tot verdraagzaamheid en meende dat de rooms-katholieke christenen in Nederland niet als vijanden moesten worden gezien. Koning Willem III gaf naar aanleiding van deze kwestie aan de Haagse hervormde kerkgemeente de grote manege aan de Nassaulaan om die te laten verbouwen tot kerk; Huydecoper stelde voor daarna de kerk de naam Willemskerk te geven, hetgeen ook gebeurde. In 1876 verscheen uit zijn nalatenschap nog Moord en doodvonnis in 1843. Een woord van ernst en liefde uit de nalatenschap van T.C.R. Huydecoper waarvan de opbrengst werd besteed aan de diaconiescholen die hem na aan het hart lagen.